# Chlorophytum nyasae
Chlorophytum nyasae är en sparrisväxtart som först beskrevs av Alfred Barton Rendle, och fick sitt nu gällande namn av Shakkie Kativu. Chlorophytum nyasae ingår i släktet ampelliljor, och familjen sparrisväxter. Inga underarter finns listade i Catalogue of Life.